# IAMX
IAMX è un progetto musicale di musica elettronica fondato nella prima metà degli anni duemila per iniziativa del musicista britannico Chris Corner.
Corner ha spesso ricordato come tale progetto nasca come un'esternazione quasi teatrale e non necessariamente legata alla sua persona fuori dalla formazione degli Sneaker Pimps. Chiarimento in parte dovuto a causa dei temi trattati nei testi come bisessualità, alienazione, ossessioni psicologiche, sesso, abusi di sostanze narcotiche e vaghe allusioni alla politica in senso generale. Durante le sue apparizioni sul palco Corner veste sempre in maniera bizzarra ed eccentrica, particolari del suo stile sono il trucco come il rossetto e l'eyeliner nero.

## Storia

### Primi anni (2004-2011)
L'esordio musicale di Corner sotto il nome IAMX avviene nel 2004 con l'uscita dell'EP Your Joy Is My Low, a cui ha fatto seguito nello stesso anno l'album di debutto Kiss + Swallow, caratterizzato da sonorità influenzate dalla musica electro degli anni ottanta. Il secondo album The Alternative è stato pubblicato nel mese di aprile del 2006 in Europa e tra ottobre e novembre 2007 nel Regno Unito e in Irlanda. Dal 2006 al 2010 Corner si è esibito dal vivo accompagnato da Dean Rosenzweig alla chitarra, Janine Gezang alla tastiera/sintetizzatore/basso, Tom Marsh alla batteria e Sue Denim alla seconda voce.
Nel 2009 è stata la volta del terzo album Kingdom of Welcome Addiction, caratterizzato da sonorità vicine all'elettropop, mentre l'anno dopo è uscito l'album di remix Dogmatic Infidel Comedown OK, che ha coinvolto numerosi artisti selezionati da IAMX per creare nuove versioni dei brani di Kingdom of Welcome Addiction. Nel 2011 è uscito il quarto album Volatile Times.

### The Unified Fielde la crisi (2012-2013)
Dopo vari mesi di tour e partecipazioni ai festival europei, Corner è partito per la California, dove ha cominciato a scrivere materiale per il quinto album, provvisoriamente battezzato IAMX5. Tornato a Berlino, ha contattato il produttore Jim Abbiss convuncendolo a lavorare con lui e contemporaneamente ha lanciato una campagna di crowdfunding su PledgeMusic, attraverso il quale i fan hanno potuto preordinare l'album e acquistare varie memorabilia. La suddetta iniziativa ha riscosso molto successo, tanto che il risultato finale è stato pari all'816% della somma inizialmente stimata. A fine 2012 è stato pubblicato il doppio singolo The Unified Field/Quiet the Mind, che hanno anticipato l'album The Unified Field, uscito nel marzo 2013.
Corner è poi partito in tour, toccando prima alcuni paesi europei e poi dirigendosi nell'America del Nord, dove ha tenuto concerti in tutte le città più importanti. Tornato in Europa, dopo una breve pausa ha ripreso ad esibirsi ma ha cominciato ad avere problemi di insonnia cronica e nel mese di luglio è stato costretto al ricovero e ad annullare tutti gli impegni fino a nuovo annuncio.

### La rinascita conMetanoia(2015-2016)
Dopo un periodo di silenzio durante il quale Corner si è trasferito a Los Angeles al fine di cominciare un percorso di guarigione, il 2 ottobre 2015 è uscito il sesto album Metanoia, composto da undici brani caratterizzati da sonorità più scarne ed elettroniche. Pur non essendo un vero e proprio concept album, Corner ha descritto il progetto come «la storia letterale della mia rinascita psicologica: il viaggio del crollo e poi della svolta».
L'album è stato acclamato dalla critica, che ne ha elogiato la qualità compositiva al punto da definirlo uno dei capolavori nella discografia dell'artista. Per la sua promozione sono stati estratti i singoli Happiness, Oh Cruel Darkness Embrace Me e North Star nonché un'estesa tournée mondiale svoltasi a cavallo tra la fine del 2015 e la metà del 2016. Successivamente è uscita la raccolta Everything Is Burning (Metanoia Addendum), contenente remix di brani di Metanoia e sette inediti.

## Discografia

### Album in studio
- 2004 – Kiss + Swallow
- 2007 – The Alternative
- 2009 – Kingdom of Welcome Addiction
- 2011 – Volatile Times
- 2013 – The Unified Field
- 2015 – Metanoia
- 2017 – Unfall
- 2018 – Alive in New Light
- 2023 – Fault Lines 1

### Album dal vivo
- 2008 – Live in Warsaw
- 2021 – Machinate
- 2022 – Mile Deep Hollow Tour 2019

### Album di remix
- 2010 – Dogmatic Infidel Comedown OK

### Raccolte
- 2016 – Everything Is Burning (Metanoia Addendum)
- 2020 – Echo Echo

### EP
- 2004 – Your Joy Is My Low
- 2008 – IAMIXED

### Singoli
- 2004 – Kiss + Swallow
- 2005 – Your Joy Is My Low
- 2006 – Spit It Out
- 2007 – Nightlife
- 2008 – The Alternative
- 2008 – President
- 2009 – Think of England
- 2009 – Tear Garden
- 2009 – My Secret Friend (con Imogen Heap)
- 2011 – Ghosts of Utopia
- 2011 – Bernadette
- 2011 – Volatile Times
- 2012 – The Unified Field/Quiet the Mind
- 2015 – Happiness
- 2015 – Oh Cruel Darkness Embrace Me
- 2016 – North Star
- 2018 – Stardust
- 2018 – Mile Deep Hollow
- 2020 – Surrender
- 2021 – Art Bleeds Money
- 2023 – The X ID
- 2023 – Fault Lines
- 2023 – Disciple
- 2023 – Thanatos